# 相原隆
相原 隆（あいはら たかし、1937年1月1日 - 2019年6月8日）は、日本の経営者。日動火災海上保険(現在の東京海上日動火災保険)社長を務めた。

## 来歴・人物
東京都出身。1960年に早稲田大学第一政治経済学部を卒業し、同年に日動火災海上保険に入社。1987年6月に取締役に就任し、1990年6月に常務、1993年6月に専務を経て、1995年6月には社長に就任。2001年6月には会長に就任。
2019年6月8日に膵臓癌のために死去。82歳没。